# John Lindsay

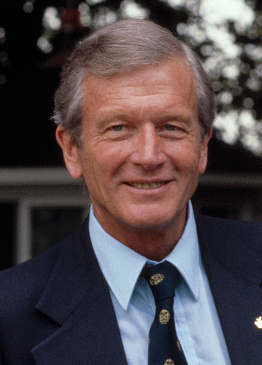
John Lindsay, ca. 1970er Jahre

John Vliet Lindsay (* 24. November 1921 in New York City; † 19. Dezember 2000 in Hilton Head Island, South Carolina) war ein US-amerikanischer Politiker der Republikaner. Er vertrat den Bundesstaat New York von 1959 bis 1965 im US-Repräsentantenhaus und war von 1966 bis 1973 Bürgermeister von New York City.

## Leben

### Herkunft und Ausbildung
Lindsay wurde als Sohn von George Nelson und Florence Eleanor Vliet Lindsay geboren. Sein Vater war der Sohn eines englischen Ziegelfabrikanten, der 1881 in die Vereinigten Staaten ausgewandert war, und ein erfolgreicher Investmentbanker. Lindsays Mutter entstammte einer holländischen Familie, die ihre Ursprünge bis zur amerikanischen Revolution zurückverfolgen konnte. Die Familie war wohlhabend und wohnte zunächst am Riverside Drive und später an der Park Avenue. Besonders Lindsays Mutter brachte ihm, seinen drei Brüdern und seiner Schwester die Oper, das Theater und die Museen der Stadt nahe. Lindsay besuchte die Buckley School for Boys in New York, und später ein Internat in Concord. Von 1940 bis 1943 studierte er Geschichte in Yale.
Ab 1943 diente er in der US Navy und wurde 1946 im Rang eines Lieutenants entlassen.
Nach dem Krieg kehrte er nach Yale zurück und schloss dort 1948 sein Jurastudium ab. Dort lernte er auch Herbert Brownell Jr. kennen, einen New Yorker Rechtsanwalt, der in der Republikanischen Partei aktiv war. Dieser half ihm, seinen ersten Job als Rechtsanwalt in der Firma von Webster, Sheffield & Chrystie zu finden und führte ihn bei den Republikanern ein.
1949 heiratete er Mary Anne Harrison, mit der er drei Töchter und einen Sohn hatte.

### Politische Karriere
In der Folgezeit machte Lindsay politische Karriere. 1949 wurde er Vorsitzender des New York Young Republican Club, 1951 war er an der Gründung der Youth-for-Eisenhower-Bewegung beteiligt. Lindsays politisches Engagement beeindruckte seinen Mentor Brownell so sehr, dass er ihn ins Justizministerium holte, wo Brownell ab 1953 Attorney General im Kabinett Eisenhower war. Ab 1955 war Lindsay wichtigster Berater Brownells und sein Verbindungsmann zum Weißen Haus sowie zum Kongress.
Mit Unterstützung Brownells bewarb sich Lindsay 1958 als Republikaner für die Kongresswahlen im 17. Kongresswahlbezirk von New York. In den Vorwahlen besiegte er seinen innerparteilichen Konkurrenten Elliot H. Goodwin und später in den allgemeinen Wahlen knapp seinen demokratischen Herausforderer Anthony B. Akers. Lindsay wurde insgesamt vier Mal in den Kongress gewählt.
Als Kongressabgeordneter war er progressiv und stimmte oft für demokratische Gesetzesinitiativen, besonders im Bereich von Bürgerrechten, Einwanderungsfragen, Wohnungs- und Schulbau und Entwicklungshilfe. 1960 brachte er einen Gesetzentwurf zur Schaffung eines Department of Urban Affairs ein und 1962 einen Gesetzentwurf zur Umsetzung eines Plans des New Yorker Gouverneurs Nelson A. Rockefeller für eine staatliche Gesundheitsversorgung für Senioren.
Durch seine progressiven Ansichten isolierte er sich allerdings zusehends von seinen republikanischen Parteifreunden und suchte nach einem neuen politischen Betätigungsfeld. 1965 bewarb er sich für die Wahlen zum Bürgermeister von New York City in der Nachfolge des nicht mehr kandidierenden Robert F. Wagner. Obwohl seine Startposition als Republikaner in der traditionell von Demokraten dominierten Stadt schwierig war, konnte er sich gegen seinen demokratischen Herausforderer Abraham D. Beame sowie den konservativen Bewerber William F. Buckley durchsetzen und wurde Anfang 1966 als 103. Bürgermeister von New York vereidigt.
Ausschlaggebend für seinen Wahlerfolg waren neben einem gut geführten Wahlkampf und dem progressiven politischen Programm, das er in New York vertreten hatte, nicht zuletzt die Unterstützung durch den republikanischen Gouverneur Rockefeller und den gleichfalls republikanischen Senator Jacob K. Javits sowie eine Wahlkampfkasse von 1,5 Millionen US-Dollar.

## Amtszeit als Bürgermeister

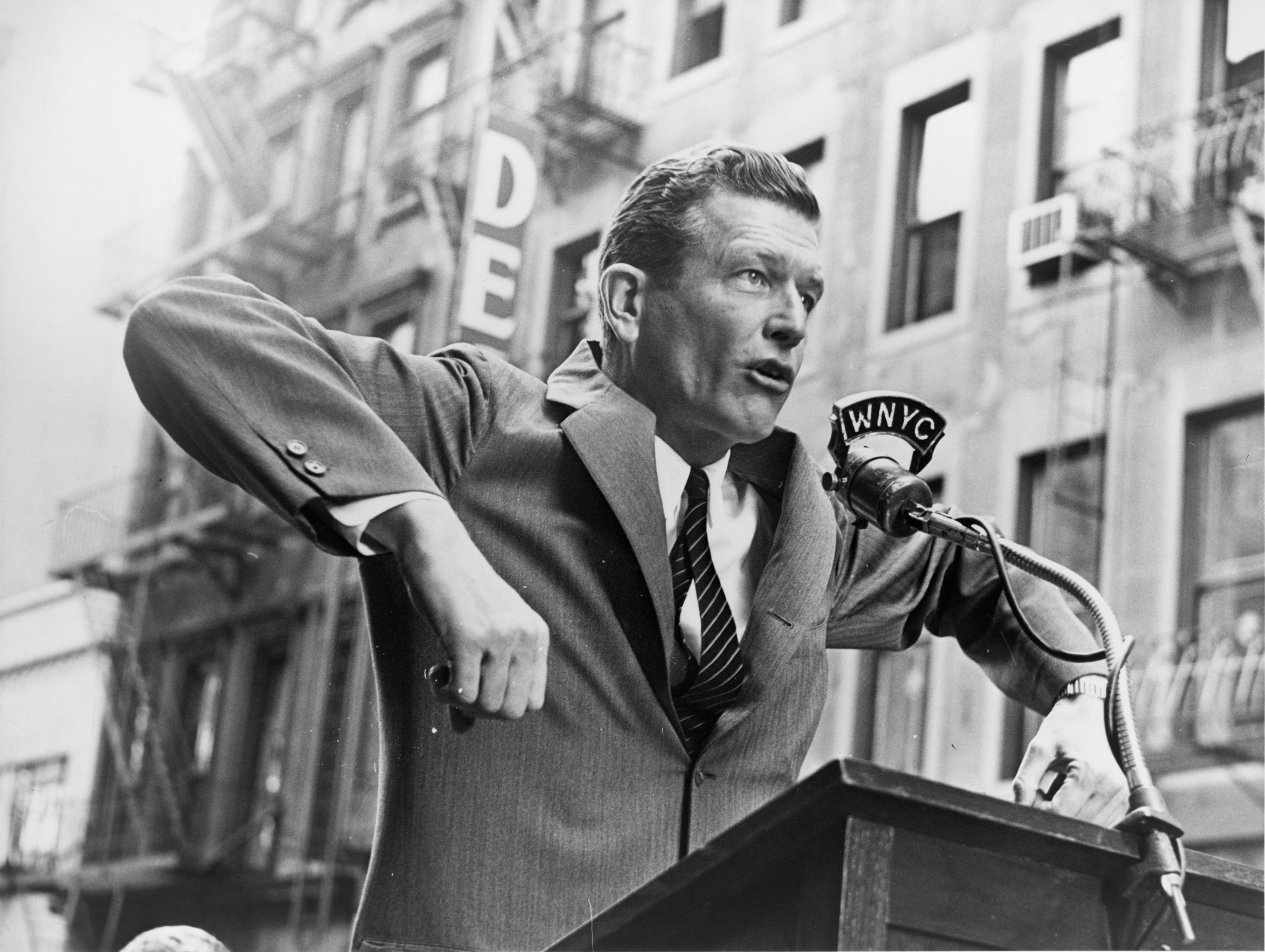
John Lindsay bei einer Rede

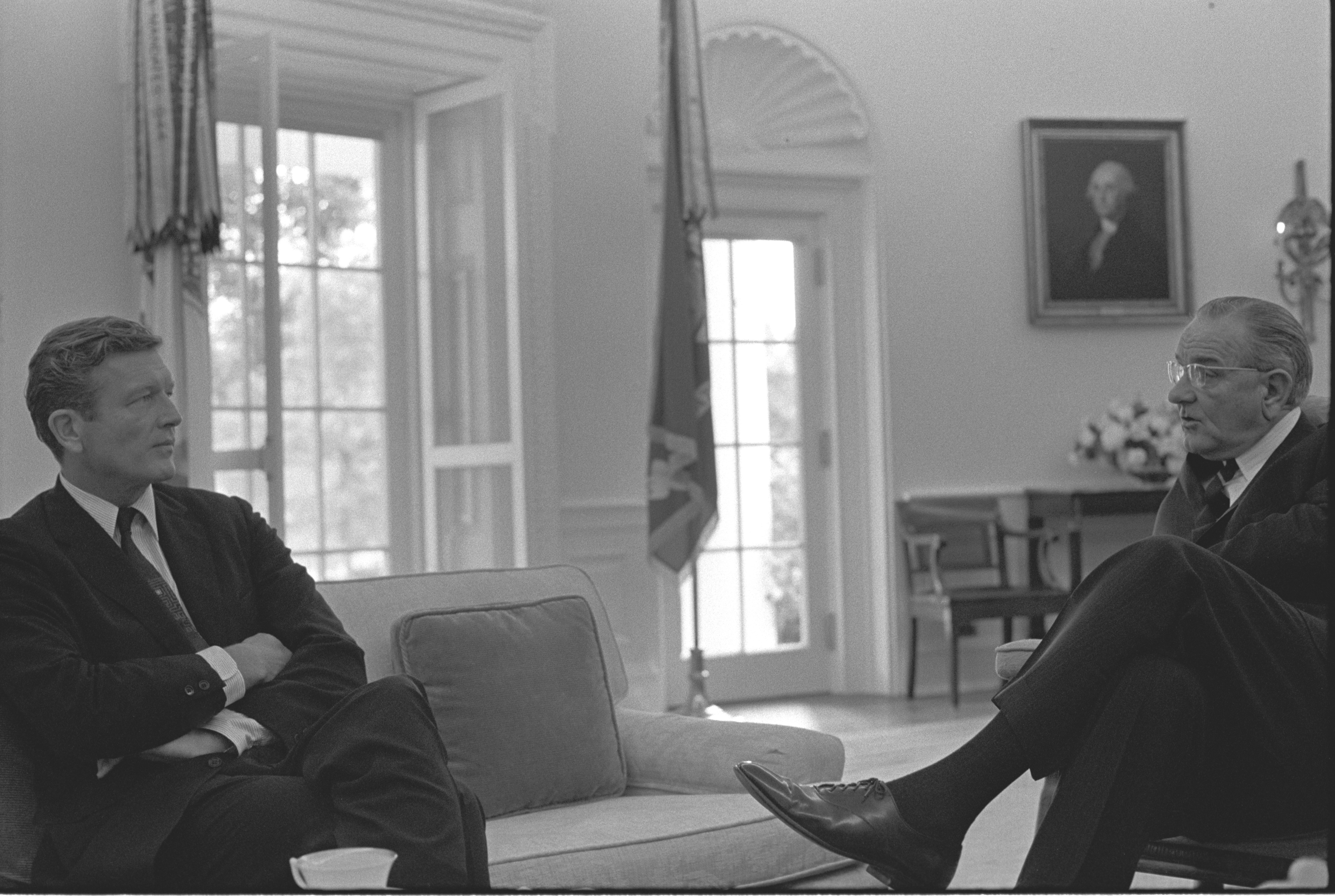
Lindsay (links) im Gespräch mit Präsident Johnson im Oval Office, 1967

Lindsays Amtszeit begann mit einem Paukenschlag, einem 13-tägigen Streik der New Yorker Verkehrsbetriebe, der die Stadt 1,5 Milliarden Dollar kostete.
Insgesamt ist die Bilanz seiner Amtszeit sehr gemischt. Sie war einerseits überschattet von Streiks, zunehmenden Rassenkonflikten, Finanzproblemen und einer tiefgreifenden Entfremdung der weißen Mittelklasse. Anderseits vermochte es der junge und telegene Bürgermeister, dessen Ausstrahlung oft mit der John F. Kennedys verglichen wurde, den New Yorkern ein Gefühl des Stolzes zu vermitteln. Er versuchte, New York zur Fun City zu machen, mit Theater und Konzerten und Happenings in Parks; anders als viele Politiker dieser Zeit beteiligte sich Lindsay an Bürgerrechtsmärschen und Anti-Vietnamkrieg-Demonstrationen. Schwerpunkte seiner Amtszeit waren die Bekämpfung von Korruption, die Reform der Verwaltung sowie die bessere Integration der schwarzen Minderheit.

### Verwaltungsreform
Die Stadtverwaltung New Yorks war seit langem im festen Griff der Gewerkschaftsbosse, die der demokratischen Parteimaschinerie nahestanden. Ziel Lindsays war es, die Macht der Gewerkschaften zu brechen, die endemische Korruption, vor allem bei der Polizei, zu bekämpfen und die Verwaltung bürgerfreundlicher und -näher zu machen.
Bereits zu Beginn seiner Amtszeit versuchte Lindsay, die städtische Bürokratie zu bändigen, indem er 50 Behörden der Stadtverwaltungen zu 10 fusionierte, mit einem direkt dem Bürgermeister unterstehenden Leiter an der Spitze. Während dies einerseits die Verwaltung effizienter machte und Redundanzen beseitigte, schuf diese Reform andererseits jedoch eine weitere Verwaltungsebene. Lindsay versuchte außerdem, die Verwaltung bürgernäher zu gestalten, indem er Neighborhood Government Offices in der ganzen Stadt einrichtete; dieser Versuch wurde allerdings schnell als nutzlos und ineffizient wieder rückgängig gemacht.
Mit den Gewerkschaftsvertretern der städtischen Bediensteten geriet Lindsay gleich zu Anfang aneinander, so dass seine Amtszeit durch Bummelstreiks und Streiks bei den Transportbetrieben, der Müllabfuhr, den Lehrern und anderen städtischen Einrichtungen begleitet wurde. Lindsay schadete sich dabei doppelt, indem er seiner harten Antigewerkschaftsrhetorik keine Taten folgen ließ und die Tarifabschlüsse während seiner Amtszeit sogar oft höher ausfielen als bei seinen Vorgängern. Der Wintersturm von 1968, in dem Straßen im Osten von Queens tagelang ungeräumt blieben, was den Zorn besonders der Mittelschicht schürte, war das augenfälligste Symbol für Lindsays Unvermögen, die Verwaltung in den Griff zu bekommen.

### Polizeireform
Ganz im Sinne von Lindsays Vorhaben, die Verwaltung zu reformieren war die Reform der Polizei. Angestoßen durch Enthüllungen des New Yorker Polizisten Frank Serpico in der New York Times kam eine von Whitham Knapp geleitete Untersuchungskommission 1972 zu dem Schluss, dass Korruption ein weitverbreitetes Problem bei der New Yorker Polizei sei. Lindsay schuf daraufhin spezialisierte Einheiten, die sich mit organisiertem Verbrechen befassten, und verschärfte die Dienstaufsicht. Er versuchte außerdem, ein unabhängiges Aufsichtsorgan, das Civilian Complaint Review Board, einzurichten, das Übergriffe der Polizei besonders auf Schwarze und Latinos untersuchen sollte. Diese Vorhaben wurde scharf von der Polizeigewerkschaft bekämpft und schließlich in einem Volksentscheid abgelehnt.

### Integration von Minderheiten
Besonders am Herzen lag Lindsay die bessere Integration der afroamerikanischen und Latino-Minderheiten. Er versuchte dies dadurch zu erreichen, dass öffentliche, soziale Wohnungsbauprojekte in den Wohngebieten der Mittelklasse angelegt wurden, sowie durch eine Reform des Schulsystems. Der Versuch der Stadtverwaltung, ein solches Wohnprojekt in Forest Hills in Queens anzulegen, stieß auf den Widerstand der lokalen überwiegend weißen Bevölkerung, und das Projekt wurde schließlich um die Hälfte verkleinert.
Das Pilotprojekt, das Schulsystem zu dezentralisieren und vor allem den von Afroamerikanern bewohnten Stadtteilen mehr Mitsprache einzuräumen, führte zum Brownsville School Strike, der die fast zweimonatige Schließung so gut wie aller städtischer Schulen zur Folge hatte.
Die Erfolge von Lindsays Integrationspolitik waren beschränkt und führten dazu, dass die weiße Mittelschicht zunehmend in die Vororte abwanderte; anderseits blieben New York City schwere Rassenunruhen wie in Detroit und anderen Städten weitgehend erspart.

### Finanzkrise
Durch immer höhere Verwaltungsausgaben für städtische Aufgaben wuchs der Druck auf das Budget der Stadt ständig. Lindsay versuchte dem gegenzusteuern, indem er eine Einkommens- und Pendlersteuer für New Yorker einführte. Lösen konnte er die Finanzprobleme jedoch nicht, im Gegenteil, durch den verstärkten Wegzug der Mittelklasse aus New York, der sich durch Lindsays Integrationspolitik beschleunigte, wurde die finanzielle Basis immer schmaler. Ambitionierte Sozialprogramme, wie z. B. der unbeschränkte und kostenlose Zugang zur City University, und hohe Tarifabschlüsse erhöhten zudem die städtischen Ausgaben. Lindsays Politik führte folglich mit zur Finanzkrise New Yorks Mitte der 1970er Jahre.

## Zweite Amtszeit und Präsidentschaftskandidatur
Trotz einer durchwachsenen ersten Amtszeit wurde Lindsay 1969 im Amt bestätigt, allerdings vor allem deswegen, weil die Opposition mit dem konservativen Republikaner John Marchi und dem ebenfalls sehr konservativen Demokraten Mario Procaccino keine echte Alternative war. Lindsay war inzwischen aus der Republikanischen Partei ausgetreten und kandidierte als Liberaler. Allerdings erhielt Lindsay nur 42 Prozent der abgegebenen Stimmen. Ermöglicht worden war der Erfolg nur durch hohe Lohnzugeständnisse an die städtischen Bediensteten und eine Kampagne, in der Lindsay seine Fehler einräumte und Besserung versprach.
Trotz seiner schwierigen politischen Lage entschloss er sich zur Präsidentschaftskandidatur gegen Amtsinhaber Richard Nixon. Um seine Wahlchancen zu erhöhen, war Lindsay deshalb 1971 Mitglied der Demokratischen Partei geworden. Allerdings endete seine Kandidatur frühzeitig in den demokratischen Vorwahlen, und die New Yorker hatten den Eindruck, dass Lindsay die immer größeren Probleme der Stadt hinter seine Ambitionen stellte.
Nach seiner Kandidatur verschlechterte sich die finanzielle Lage der Stadt weiter dramatisch. Da er außerdem weder bei den Demokraten noch bei den Republikanern Rückhalt hatte, entschloss er sich, 1973 nicht wieder zu kandidieren. Er wurde am 1. Januar 1974 von dem Demokraten Abraham D. Beame im Amt abgelöst.

## Rückzug ins Privatleben
Nach seinem Ausscheiden aus dem Amt des Bürgermeisters arbeitete Lindsay wieder als Rechtsanwalt, zunächst wieder für Webster, Sheffield und später für Mudge Rose Guthrie Alexander & Ferdon. Allerdings machten beide Firmen pleite, so dass Lindsay 1995 arbeitslos wurde und keine Krankenversicherung hatte. Sein Freund und Nachfolger Rudy Giuliani machte Lindsay zum Syndikus der City Commission for the United Nations, was ihm eine Krankenversicherung, ein gesichertes Einkommen und einen städtischen Rentenanspruch einbrachte. Lindsay arbeitete außerdem als politischer Kommentator für den Fernsehsender ABC. Sein Versuch, in die Politik zurückzukehren, scheiterte 1980 bereits in den demokratischen Vorwahlen für die Kandidatur zum US-Senat.
In den letzten Jahren seines Lebens lebte Lindsay zurückgezogen mit seiner Frau in Hilton Head Island, South Carolina. Dort erlag er am 19. Dezember 2000 den Folgen einer Lungenentzündung und der Parkinson-Krankheit.